# ソーシャルジン
jealkbのソーシャルジン （ジェアルケービーのソーシャルジン）は、TOKYO MX1で2018年4月4日より、毎週水曜日20時27分から20時56分まで放送されている情報バラエティ番組。
2018年3月10日20:00から20:30まで特別番組として放送後、翌4月よりレギュラー放送化されたjealkbの冠番組。エムキャス対応。

## 概要
jealkbのhaderuとhidekiがソーシャル・ネットワーキング・サービスをテーマに発信するエンターテイメントバラエティ番組。
第1シーズン【特番 - 第17回】
SNSを駆使した女性タレント、インフルエンサー女子たちが集めたスポットを紹介する街ブラ情報バラエティ番組ではあるが、ただの街ブラではなく「街」×「○○」をテーマに取り上げた。 
第2シーズン【第18回 - 】
「社会に多大な影響を与える可能性のある人たち」のことが「ソーシャルジン」の定義となった。そういう人たちを毎回招く番組として、リニューアルした。 

## 出演者

### MC
- haderu（jealkb）ロンブー田村淳
- hideki（jealkb）

### ゲスト/ソーシャルジン
- 中村祐美子
- Abby
- まいちー
- 原島美波(Dr.トレーニング)
- グリーンバードメンバー
- 清原ゆきな
- 安堂サオリ
- 夏芽エレナ
- 前山奈津巴
- 工藤ジェニファー
- エンドケイプ(ソーシャルジンEXランキングコーナー)
- コトミちゃん(江東区のマスコットキャラクター)
- 畑中香澄
- 玉山ミイ
- 梶原穂
- 澤典子
- 富士葵(ヴァーチャルソーシャルジン)[1]
- 中野龍三(ソーシャルジンEXランキングコーナー)
- せななん
- 岩瀬唯奈
- Hyonn(天才凡人)
- まりこふん
- misono
- 石山蓮華

### ナレーター・RADIODJ
- AILL[2]

### 放送日程
| 2018年放送リスト |                               |         |                                                               |                                                                                                 |                                                |                   |                         |                                       |
| 回数             | 訪問場所                      | 放送日  | サブタイトル                                                  | ゲスト／ソーシャルジン他                                                                        | ミニコーナー                                   | ミニコーナー      | ミニコーナー            | ミニコーナー                          |
| 回数             | 訪問場所                      | 放送日  | サブタイトル                                                  | ゲスト／ソーシャルジン他                                                                        | タイトル                                       | 訪問場所          | 企画内容                | ゲスト他                              |
| 特別番組         | 渋谷区 代官山                 | 3月10日 | jealkbのhaderu&hidekiが 代官山に参上SP                        | 中村裕美子 Abby まいちー 原島美波 グリーンバード 代官山メンバー                                 |                                                |                   |                         |                                       |
| 第001回          | 渋谷区 代官山                 | 4月4日  | 祝！レギュラー化！ 代官山でブラ撮りしちゃうぜSP               | 中村裕美子 Abby まいちー 原島美波 グリーンバード 代官山メンバー                                 |                                                |                   |                         |                                       |
| 第002回          | 渋谷区 代官山                 | 4月11日 | ブラ撮りしてたら奇跡の出会い しちゃったぜSP                   | 中村裕美子 Abby まいちー 原島美波 グリーンバード 代官山メンバー                                 |                                                |                   |                         |                                       |
| 第003回          | 渋谷区 代官山                 | 4月18日 | 代官山のブラ撮り まだまだしちゃうぜSP                         | 中村裕美子 Abby まいちー 原島美波 グリーンバード 代官山メンバー                                 |                                                |                   |                         |                                       |
| 第004回          | 渋谷区 代官山                 | 4月25日 | 代官山のブラ撮り総集編SP                                      | 中村裕美子 Abby まいちー 原島美波 グリーンバード 代官山メンバー                                 |                                                |                   |                         |                                       |
| 第005回          | 江東区 門前仲町               | 5月2日  | いきなり門前仲町で 動かない街ブラやっちゃいますSP             | 清原ゆきな 安堂サオリ 夏芽エレナ 前山奈津巴 まいちー 工藤ジェニファー エンドケイプ コトミちゃん | 新コーナー hidekiWalker                        | 新宿区 四谷三丁目 | どららさんと街ブラ      | どららさん                            |
| 第006回          | 江東区 門前仲町               | 5月9日  | 今日も門前仲町で何かが 起こっちゃいますSP                     | 清原ゆきな 安堂サオリ 夏芽エレナ 前山奈津巴 まいちー 工藤ジェニファー エンドケイプ コトミちゃん | 新コーナー hidekiWalker                        | 新宿区 四谷三丁目 | 美容鍼灸イベント に潜入 | 加藤一二三 黒木麗奈 増田有華 田辺かほ |
| 第007回          | 江東区 門前仲町               | 5月16日 | 門前仲町でPの趣味のコーナー やっちゃうぜSP                    | 清原ゆきな 安堂サオリ 夏芽エレナ 前山奈津巴 まいちー 工藤ジェニファー エンドケイプ コトミちゃん | 新コーナー hidekiWalker                        | 新宿区 四谷三丁目 |                         |                                       |
| 第008回          | 江東区 門前仲町               | 5月23日 | 門前仲町で鉄球を投げる 謎の集団とエキサイティングSP           | 清原ゆきな 安堂サオリ 夏芽エレナ 前山奈津巴 まいちー 工藤ジェニファー エンドケイプ コトミちゃん | 新コーナー hidekiWalker                        | 新宿区 四谷三丁目 |                         |                                       |
| 第009回          | 江東区 門前仲町               | 5月30日 | 門前仲町でjealkbのCDと交換 したら〇〇もらっちゃったぜSP       | 清原ゆきな 安堂サオリ 夏芽エレナ 前山奈津巴 まいちー 工藤ジェニファー エンドケイプ コトミちゃん | 新コーナー hidekiWalker                        | 新宿区 四谷三丁目 | hidekiが 美容鍼灸初体験 |                                       |
| 第010回          | 千代田区 秋葉原               | 6月6日  | ラジオ風サテライトスタジオ第2弾 秋葉原で波乱の幕開けSP        | 畑中香澄 玉山ミイ 梶原穂 澤典子 富士葵 (ヴァーチャル ソーシャルジン) 中野龍三                   | ハデルとヒデキの ぶらっと寄りたい 飲みスポット | 江東区 門前仲町   | アポロで飲み            | 安堂サオリ 工藤ジェニファー           |
| 第011回          | 千代田区 秋葉原               | 6月13日 | 秋葉原でhaderu&hidekiが VRと苔に大興奮しちゃったぜSP          | 畑中香澄 玉山ミイ 梶原穂 澤典子 富士葵 (ヴァーチャル ソーシャルジン) 中野龍三                   |                                                |                   |                         |                                       |
| 第012回          | 千代田区 秋葉原               | 6月20日 | 秋葉原でも大好評のPの趣味の コーナーしちゃうぜSP              | 畑中香澄 玉山ミイ 梶原穂 澤典子 富士葵 (ヴァーチャル ソーシャルジン) 中野龍三                   |                                                |                   |                         |                                       |
| 第013回          | 千代田区 秋葉原               | 6月27日 | 秋葉原のガード下の魅力に ハマっちゃったぜSP                   | 畑中香澄 玉山ミイ 梶原穂 澤典子 富士葵 (ヴァーチャル ソーシャルジン) 中野龍三                   |                                                |                   |                         |                                       |
| 第014回          | 神奈川県 相模原市 緑区 西橋本 | 7月4日  | いきなり新シリーズ！ 初めてのサバゲ―やっちゃうぜSP            | せななん 岩瀬唯奈 Hyonn(天才凡人) エンドケイプ                                                  |                                                |                   |                         |                                       |
| 第015回          | 神奈川県 相模原市 緑区 西橋本 | 7月18日 | 初めてのサバゲ― ぶらり宝探しでハプニングSP                    | せななん 岩瀬唯奈 Hyonn(天才凡人) エンドケイプ                                                  |                                                |                   |                         |                                       |
| 第016回          | 神奈川県 相模原市 緑区 西橋本 | 7月25日 | 初めてのサバゲ―で あのゲストがきちゃったぜSP                  | せななん 岩瀬唯奈 Hyonn(天才凡人) エンドケイプ                                                  |                                                |                   |                         |                                       |
| 第017回          | 千代田区 秋葉原               | 8月1日  | 衝撃の秋葉原編グランドフィナーレ に何かが起こっちゃいましたSP | 畑中香澄 玉山ミイ 梶原穂 澤典子 夏芽エレナ 仮面女子                                             |                                                |                   |                         |                                       |
| 第018回          |                               | 8月8日  |                                                               | まりこふん                                                                                      |                                                |                   |                         |                                       |
| 第019回          | 8月22日                       |         | misono                                                        |                                                                                                 |                                                |                   |                         |                                       |
| 第020回          | 8月29日                       |         | 石山蓮華                                                      |                                                                                                 |                                                |                   |                         |                                       |
| 第021回          | 9月5日                        |         |                                                               |                                                                                                 |                                                |                   |                         |                                       |
| 第022回          |                               |         |                                                               |                                                                                                 |                                                |                   |                         |                                       |
| 第023回          |                               |         |                                                               |                                                                                                 |                                                |                   |                         |                                       |
| 第024回          |                               |         |                                                               |                                                                                                 |                                                |                   |                         |                                       |
| 第025回          |                               |         |                                                               |                                                                                                 |                                                |                   |                         |                                       |
| 第026回          |                               |         |                                                               |                                                                                                 |                                                |                   |                         |                                       |
| 第027回          |                               |         |                                                               |                                                                                                 |                                                |                   |                         |                                       |
| 第028回          |                               |         |                                                               |                                                                                                 |                                                |                   |                         |                                       |
| 第029回          |                               |         |                                                               |                                                                                                 |                                                |                   |                         |                                       |
| 第030回          |                               |         |                                                               |                                                                                                 |                                                |                   |                         |                                       |
|                  |                               |         |                                                               |                                                                                                 |                                                |                   |                         |                                       |

## スタッフ[2]
第1シーズン【特番 - 第17回】
- 構成:赤沢菜穂子
- 撮影:佐藤建作、菊島明梨、岩瀬弘一
- 音声:Yukihisa
- 制作:岩瀬隆志、中山由衣
- ディレクター:伊藤小枝
- コーナープロデューサー:サーユウ(第5回 - )
- オープニングCG：JUN SAKAI from AXIVBEATS
- プロデューサー:JUN SAKAI
- プロジェクト制作:「ソーシャルジン」制作委員会/渋谷キャスト矢野、酒井、ERIKA
- 制作協力:株式会社DSPエンターテインメント
- 制作著作:TOKYO MX